# Deanna Merryman
Deanna Merryman (nacida en 1972) es una actriz estadounidense, modelo de glamour y modelo de fitness.
Merryman asistió a la escuela secundaria con la modelo y comentarista de deportes Leeann Tweeden. Formó parte de Great Lingerie Model Search de Playboy en 1997 y fue concursante en el concurso de belleza Miss Hawaiian Tropic en 1998; más tarde se convirtió en una modelo para Hawaiian Tropic. Al año siguiente, apareció en la portada de la revista Iron Man.
Deanna protagonizó el drama documental Desperately Seeking Stardom en 1999. Esto le valió sus papeles en Baywatch y Veronica's Closet. Merryman conoció al piloto de carreras de Stock car Jeff Gordon en 2000 y tuvieron una breve relación mientras el piloto de la NASCAR todavía estaba casado. Merryman apareció en una sesión fotográfica en la edición de octubre de 2003 de la revista Playboy.

## Filmografía

### Cine
| Año  | Película                                      | Papel                          | Notas                                          |
| ---- | --------------------------------------------- | ------------------------------ | ---------------------------------------------- |
| 1994 | Sorority Slaughter                            |                                | Director: Gary Whitson                         |
| 1996 | Sorority Slaughter                            |                                | Director: Gary Whitson                         |
| 2000 | Hot Body Competition: Malibu Miniskirt Finals | Chase                          | Director: John Cross                           |
| 2000 | Sexy Swimsuit Spectacular #5                  | Ella misma                     | Iron Man Magazine production                   |
| 2002 | Models of Mystique Volume One                 | Modelo destacada               | Infinity Studios Inc.                          |
| 2003 | Models of Mystique Volume Seven               | Modelo destacada               | Infinity Studios Inc.                          |
| 2003 | Models of Mystique Volume Nine                | Modelo destacada               | Infinity Studios Inc.                          |
| 2004 | Lingerie: The Secret Art of Seduction         | Ella misma                     | Infinity Studios production                    |
| 2004 | Busty Cops                                    | Licka Lottapuss                | Director: Jim Wynorski (como Harold Blueberry) |
| 2004 | Mystique Presents H2Ohh                       | miembro acreditado del reparto | Infinity Studios production                    |
| 2005 | Alabama Jones and the Busty Crusade           | La curadora                    | Director: Jim Wynorski (como Harold Blueberry) |
| 2006 | Busty Cops 2                                  | Licka Lottapuss                | Director: Jim Wynorski (as Harold Blueberry)   |
| 2006 | Nikki Nova's Sex on the Beach                 |                                | WPOE Entertainment Studio                      |

### Televisión
| Año  | Título                                              | Papel                          | Notas                              |
| ---- | --------------------------------------------------- | ------------------------------ | ---------------------------------- |
| 1998 | Hot Springs Hotel                                   | Carla                          | Episodios: 1.07, 1.09, 1.13–1.15   |
| 1998 | Hot Springs Hotel                                   | Chiva del Telegrama            | Episodio: 1.01                     |
| 1999 | Desperately Seeking Stardom (a.k.a. Hollywood Fame) | Modelo                         | Emisión en ITV                     |
| 1999 | Baywatch                                            |                                | [ 2 ]                              |
| 1999 | Veronica's Closet                                   |                                | [ 3 ]                              |
| 2003 | Howard Stern                                        | Ella misma                     | Episodio: 11 de septiembre de 2003 |
| 2004 | 10 Things Every Guy Should Experience               | Chica del anillo               | Episodio: 1.03                     |
| 2005 | Lingerie Bowl                                       | Ella misma, L.A. Temptation #2 | Director: Mitch Mortaza            |
| 2005 | Poorman's Bikini Beach                              | Ella misma                     | Episodio: 7.10                     |

## Lecturas futuras
- Boeke, Erica; Chris De Benedetti (2010). GameFace. Virgin Books. pp. 202-204. ISBN 0-7535-1328-5.